# Euphorbia altaica
Euphorbia altaica es una especie fanerógama perteneciente a la familia Euphorbiaceae. Es originaria del S. de Siberia al N. de China.

## Taxonomía
Euphorbia altaica fue descrita por C.A.Mey. ex Ledeb. y publicado en Icones Plantarum 2: , t. 191. 1830.
Etimología
Euphorbia: nombre genérico que deriva del médico griego del rey Juba II de Mauritania (52 a 50 a. C. - 23), Euphorbus, en su honor – o en alusión a su gran vientre –  ya que usaba médicamente Euphorbia resinifera. En 1753 Carlos Linneo asignó el nombre a todo el género.
altaica: epíteto geográfico que alude a su localización en Altái.
Sinonimia
- Euphorbia altaica var. sajanensis Boiss.
- Euphorbia ambukensis Stepanov
- Euphorbia sajanensis (Boiss.) Baikov
- Tithymalus altaicus (C.A.Mey. ex Ledeb.) Klotzsch & Garcke	[3][4]